# Wilhelm Mehl
Wilhelm Mehl (* 8. Mai 1893 in Haldensleben; † 7. Mai 1940 im Warthegau) war ein deutscher Lehrer und Heimatforscher.

## Leben
Wilhelm Mehl nahm ab 1916 als Soldat am Ersten Weltkrieg teil und wurde mit dem Eisernen Kreuz erster Klasse ausgezeichnet. Im Rang eines Leutnant kam er in britische Kriegsgefangenschaft.
Mehl war seit 1923 an der Pestalozzischule in Tangermünde angestellt. 1926 gründete er den Museums-Verein Tangermünde zur Förderung der Heimatkunde in Tangermünde und Umgebung, dem Vorläufer des heutigen Stadtgeschichtlichen Museum Tangermünde. Neben seiner Tätigkeit als Museumsleiter schrieb er Artikel für den Tangermünder Anzeiger. Für die Tausendjahrfeier von Tangermünde im Jahr 1933 organisierte er ein Freilichtfestspiel „’Die Schweden kommen!‘ Das Reiterspiel während der Tausendjahrfeier“. Er wurde Archivpfleger des Pflegebezirks Tangermünde-Stadt und war Beauftragter des Kreises Stendal für den Naturschutz.
Zeitlebens befasste sich Mehl mit der Geschichte und Entwicklung der Stadt Tangermünde. Er verfasste dazu zahlreiche Veröffentlichungen.
Zu Beginn des Zweiten Weltkriegs war er am Überfall auf Polen beteiligt. Anfang Mai 1940 starb er im Range eines Oberleutnants in Polen an einem Herzinfarkt.
Sein Name ist auf einer Gedenksäule für die Gefallenen auf dem städtischen Friedhof von Tangermünde verewigt.

## Publikationen (Auswahl)
- u. a. mit Fritz Bothe, Luise Mewis: 1000 Jahre Tangermünde. Heimatbilder aus der tausendjährigen Stadt Tangermünde. Magistrat der Stadt Tangermünde (o. J., ca. 1940)
- Kurze Geschichte der Stadt Tangermünde – mit Geschichtszahlentabellen. C. Lutzack, Tangermünde 1933 (2. Auflage); 1935 (3. Auflage).
- Chronik der Stadt Tangermünde. Einst und jetzt. F.W. Willmann, Magdeburg 1933. Nachdruck: Beckerdruck, Tangermünde 1993
- Wanderbuch durch das alte Tangermünde und seine Geschichte. Friedrich Becker und Sohn, Tangermünde 1938, 2. überarbeitete Auflage 1955.
- Das Tangermünder Stadtmodell. In: Mitteldeutsche Volkheit. Burg 1938. 5. Jg. Heft 6/7, S. 118–119.
- Tangermünde, Landkreis Stendal. In: Deutsches Städtebuch. Bd. 2, Stuttgart 1941, S. 701 ff.[8]